# میتسوبیشی اف-۱۵جی
میتسوبیشی اف-۱۵جی (به انگلیسی: Mitsubishi F-15J) یک هواپیمای ساختِ کارخانهٔ صنایع سنگین میتسوبیشی و مک‌دانل داگلاس در کشور ژاپن است. نخستین استفاده‌کنندهٔ این هواپیما Japan Air Self-Defense Force بوده‌است. این هواپیما برای نخستین بار در ۴ ژوئن ۱۹۸۰ میلادی مورد استفاده قرار گرفت.